# Clément Lenglet
Clément Nicolas Laurent Lenglet (Beauvais, 17 de junho de 1995) é um futebolista francês que atua como zagueiro. Atualmente joga no Atlético de Madrid.

## Carreira

### Nancy
Clément Lenglet começou a carreira no Nancy, no ano de 2013, e atuou no clube da Ligue 1 até 2016.

### Sevilla
Foi contratado pelo Sevilla em janeiro de 2017, assinando contrato com o clube espanhol por quatro temporadas e meia. Realizou sua estreia no dia 12 de janeiro, num empate em 3–3 contra o Real Madrid, em jogo válido pela Copa do Rei. Lenglet marcou seu primeiro gol pelo time no dia 19 de agosto, contra o Espanyol, numa partida válida pela La Liga.
Em sua última temporada pelo Sevilla, o defensor francês atuou em 54 jogos e marcou quatro gols.

### Barcelona
No dia 12 de julho de 2018, o Barcelona anunciou sua contratação por cinco temporadas.
Nesse período jogou 160 partidas conquistando três títulos sendo: 105 na La Liga, 33 na Liga dos Campeões, 17 na Copa do Rei, três na Supercopa da Espanha e duas na Liga Europa, além de ter sido titular em 132 jogos.

### Tottenham
Em 8 de julho de 2022, o Tottenham anunciou a contratação por empréstimo de Clément Lenglet. O zagueiro assinou com o clube londrino até 30 de junho de 2023.
Lenglet deixou os Spurs no final da temporada 2022–23, onde entrou em campo 35 vezes, marcando um gol e dando duas assistências nesse período, tendo sido titular durante parte da temporada.

### Aston Villa
O Aston Villa anunciou em 1 de setembro de 2023, a chegada de Lenglet que veio por empréstimo junto ao Barcelona, e o clube inglês arcará com cerca de 75% dos custos salariais, que deve durar até junho de 2024.

### Atlético de Madrid
No dia 26 de agosto de 2024, Lenglet foi emprestado por uma temporada ao Atlético de Madrid.

## Títulos
Nancy
- Ligue 2: 2015–16

Barcelona
- Supercopa da Espanha: 2018
- La Liga: 2018–19
- Copa do Rei: 2020–21